# Erik Tjäder
Erik Tjäder, född 18 maj 1863 i Stockholm, död där 9 april 1949, var en svensk affärsman och simhoppare.
Erik Tjäder var son till trädgårdsmästaren Erik Wilhelm Tjäder och Catharina Charlotta Weller. Efter skolgång vid Nya elementarskolan i Stockholm blev han först sjöman. Han övergick snart till faderns yrke och blev trädgårdsmästare och fröhandlare. Åren 1884–1932 innehade han Tjäders fröhandel i Stockholm, vilken 1925 ombildades till aktiebolag med Tjäder som verkställande direktör. Tjäder var en framstående simhoppare. Han deltog i åtskilliga internationella tävlingar och var ledare för svenska simtrupper under tävlingar i utlandet. Som simhoppare blev Tjäder bland annat känd för det efter honom uppkallade Tjäderska hoppet, av Tjäder själv utfört så att han vid huvudhopp med halv skruv under luftfärden ropade Köp Tjäders insektspulver!. Tjäder var en föregångsman inom simsporten men sin främsta insats gjorde han som pionjär inom livräddningen. Genom otaliga föredrag och praktiska demonstrationen undervisade han i livräddning i vatten och ur isvak. Han utgav också en handbok i simning och livräddning. Tjäder, som under senare år var bosatt på Timmermansordens hem i Nockebyhov var för sin ålder ovanligt spänstig och livaktig. Över sjuttio år gammal utförde han fortfarande flera av sina gamla simhopp.